# Szegett tekegomba
A szegett tekegomba (Biscogniauxia marginata) a Xylariaceae családba tartozó, Európában és Észak-Amerikában honos, lombos fák elhalt vagy meggyengült ágain, törzsén élő, nem ehető gombafaj. 

## Megjelenése

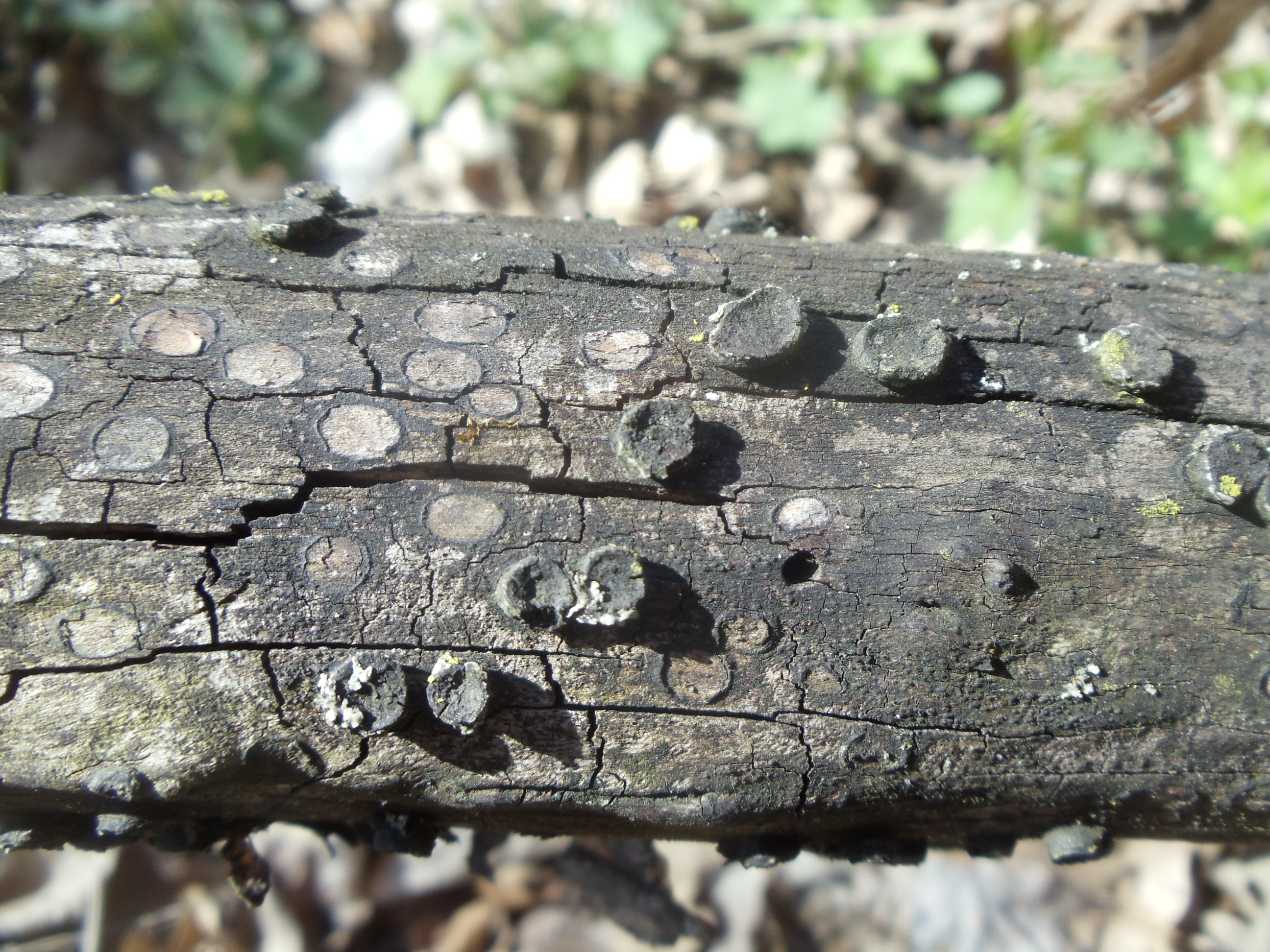

A szegett tekegomba termőteste 3-8 mm széles és 3-4 mm vastag, kerek vagy széles ovális alakú (néha szabálytalan), lapos csészeszerű. A széle kissé megemelkedő. Alsó részén széles felületen csatlakozik a aljzat faanyagához; növekedése közben a meglevő fakérget áttöri. Színe szénfekete, sötétszürke vagy tompa fekete. A fiatal termőtestet okkerszínű réteg védi, amely később egyben leválik. 
Húsa a termőréteg alatt 2-3 mm vastag, a gazda fehéres szöveteivel a gomba fekete fonalai keverednek. Szaga és íze nem jellegzetes. 
Mikroszkopikus jellemzők: a termőrétegben a peritéciumok tojásdadok vagy csőszerűek, 0,4-0,5 mm szélesek és 0,6-1,2 mm magasak. Az amiloid aszkuszok rövid nyélen ülnek. Az aszkospórák feketésbarnák, széles ovális vagy majdnem kerek alakúak, simák, méretük 12-14,5 x 8-12,5 µm.

### Hasonló fajok
A kőris-ripacsgomba vagy a pénzecske-ripacsgomba hasonlíthat hozzá.

## Elterjedése és termőhelye
Európában és Észak-Amerikában honos.
Elhalt vagy meggyengült lombos fák (főleg rózsaféléken, pl. varjútövis) ágain, törzsén él, azok anyagát bontja. A termőtestek egyesével vagy kisebb csoportokban jelennek meg. Egész évben látható. 
Nem ehető.  